# 李嘉華 (足球運動員)
李嘉華（Lee Ka Wah，1996年6月12日—），生於香港，香港足球運動員，司職右後衛，父親為香港足球名宿李健和，現時效力香港乙組聯賽球會東昇。

## 生平

### 早年生活
李嘉華生於香港，從小便看父親兼前本地足球名宿李健和踢足球，而對足球產生興趣，最初是參加的是田徑運動和打籃球。直到2009年暑假，李健和見到他終日留在家中無所事事，才決定讓已經13歲的他投考東方青年軍，並追隨教練兼父親李健和接受較為正統的足球訓練。相比起同齡隊友，其實李嘉華起步已經算比較遲，唯有透過後天鍛鍊追趕。

### 球員生涯
到2014/15球季，李嘉華外借至港超聯球會標準流浪，成為全職球員，隨後在2015/16球季外借到以年輕球員組成的新成立港超聯球會夢想駿其，並於2015年11月1日以0–1僅負母會東方的聯賽，在90分鐘後備入替黃梓浩首度為球隊登場，其後由於隊友黃梓浩受傷，使李嘉華原獲教練梁志榮打算安排正選上陣，惟他在隨球隊操練期間，因場地問題令其膝蓋嚴重受傷，需接受手術並養傷最少八個月，雖然傷患挫折一度令李嘉華考慮放棄職業球員夢想，直至2016/17球季先至重返球場獲東方外借到甲組球會駿其，到2017/18球季，適逢菁英盃改制規定每隊每場必須派出最少兩名U22球員上陣，使李嘉華回歸東方龍獅，而擔任球會副總監的父親李健和亦重返一隊教練團，使兩父子再度合作，他於2017年10月29日對和富大埔的菁英盃分組賽，首度為母會東方登場，惟最終在踢足全場下東方以2–5落敗。

## 外部連結
- 香港足球總會網頁球員註冊資料 （页面存档备份，存于）